# 克里斯蒂安·波特

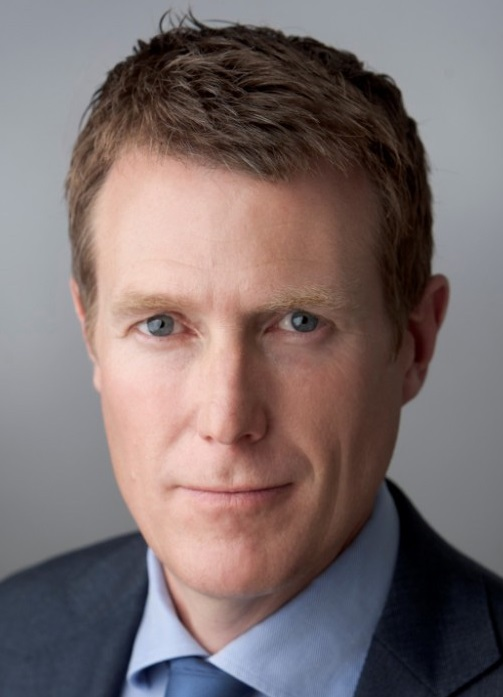

查爾斯·克里斯蒂安·波特（英語：Charles Christian Porter；1970年7月11日—），澳洲政治人物，屬於澳洲自由黨。他在2008年首次當選西澳州立法會議員，2013年轉戰聯邦眾議院皮爾斯選區並當選。他在滕博爾內閣擔任社會服務部長，2017年改任澳洲律政部長及众议院领袖。在2021年第二屆莫里遜內閣的改組中，他改任工業、科學與科技部長。